# متحف المغربي
متحف المغربي للتراث والعملات , أحد متاحف مدينة الرياض , أسسه عبد الله قاسم المغربي، يقع متحف المغربي للعملات والتراث جنوب شرق الرياض، يتكون من 10 قاعات وصالة استقبال حيث يتم عرض مقتنيات المتحف داخل تلك القاعات بأسلوب منظم وحرفي بواسطة مجموعة من خزانات العرض وارفف العرض، ويتميز بتنوعه واحتوائه لمجموعة كبيرة من القطع التراثية مابين أدوات القهوة والصناعات الجلدية والنحاسية وكذلك أدوات الحرب والسلاح تتمثل في البنادق والسيوف والخناجر والرماح ومعرض السيارات القديمة وأدوات الزراعة القديمة ويضم أيضاً ركن خاص بأنواع كسوة الكرمين الشريفين، كما يضم المتحف مجموعة من الوثائق والصحف والصور القديمة، ويتميز المتحف أيضا احتوائه على مجموعة كبيرة من العملات القديمة وكذلك العملات الورقية والمعدنية لالمملكة العربية السعودية.

## وصلات خارجية
- متحف المغربي
- المتاحف الخاصة مقتنيات وحرف يدوية